# Cyathochromis obliquidens
Cyathochromis obliquidens – gatunek słodkowodnej ryby z rodziny pielęgnicowatych (Cichlidae), jedyny przedstawiciel rodzaju Cyathochromis. Hodowana w akwariach.

## Występowanie
Gatunek endemiczny jeziora Malawi w Afryce.

## Opis
Osiąga w naturze do 15 cm długości. Terytorialna. Żywi się głównie makrofitami (glony i rośliny wodne).

## Warunki w akwarium
| Zalecane warunki w akwarium | Zalecane warunki w akwarium |
| --------------------------- | --------------------------- |
| Zbiornik                    |                             |
| Temperatura wody            | 24–27 °C                    |
| Twardość wody               | twarda 8–25°n               |
| Skala pH                    | 7,3–8,8                     |
| Pokarm                      | roślinny                    |

## Status zagrożenia
Gatunek wpisany do Czerwonej księgi gatunków zagrożonych IUCN w kategorii LC (najmniejszej troski).